# Sébastien Goethals
Pour les articles homonymes, voir Goethals.
Sébastien Goethals, né en 1970, est un dessinateur de bande dessinée français.

## Biographie
Sébastien Goethals développe très tôt une passion pour le dessin et la bande dessinée. Après des études en arts appliqués à l’École Supérieure des Arts Saint-Luc à Bruxelles, il se lance dans une carrière d’illustrateur et de scénariste.
La première œuvre publiée de Sébastien Goethals est Le Temps des sauvages, sortie en 2019. Cette bande dessinée est une adaptation du roman de Thomas Gunzig, Manuel de survie à l'usage des incapables. L’histoire se déroule dans un futur dystopique où la société est en déclin et elle explore des thèmes de survie et de résilience humaine.
En 2018, il est l'auteur avec Philippe Collin de la bande dessinée Le Voyage de Marcel Grob. Le scénario raconte l'histoire de Marcel Grob, un malgré-nous, un jeune Alsacien de 17 ans qui doit intégrer la Waffen-SS en 1944,. La bande dessinée est inspirée d'une histoire vraie, celle du grand oncle de Philippe Collin. Elle reçoit le prix Historia de la bande dessinée historique en 2019 et le prix des lycées au Festival d'Angoulême 2020.
En 2020, il poursuit sa collaboration avec Philippe Collin et publie La Patrie des frères Werner qui met en scène une fresque européenne des trente années d’après-guerre en Allemagne, depuis l’entrée des troupes soviétiques dans un Berlin détruit en mai 1945, jusqu’à la Coupe du monde de football 1974.
En octobre 2024, il publie sa troisième bande dessinée, L'Escamoteur, toujours en collaboration avec Philippe Collin, qui est une plongée dans le terrorisme d'extrême-gauche des années 1970 en racontant comment le groupe Action Directe s'est fait infiltrer pour être démantelé.

## Œuvres

### Albums
- Angeline[8], scénario d'Adeline Blondieau et Éric Summer, Soleil Productions

1. Fuckin' Day[9], 2004  (ISBN 2-84565-911-3)

- Ceci est mon corps, scénario de Damien Marie, Bamboo, collection Grand Angle

1. Lumière crue, 2009  (ISBN 978-2-35078-443-4)
2. Surexposition, 2009  (ISBN 978-2-350-78587-5)

- Dans mes veines, scénario de Damien Marie, Bamboo, collection Grand Angle

1. Dans mes veines, 2011  (ISBN 978-2-8189-0046-8)

- Destins, scénario de Frank Giroud, Glénat, collection Grafica

10. Le Mur, coscénario de Florent Germaine, 2011  (ISBN 978-2-7234-6763-6)
- Need - Ceci est mon sang, scénario de Damien Marie, Bamboo, collection Grand Angle

1. Contre-jour, 2010  (ISBN 978-2-350-78875-3)

- Tower, scénario d'Ange, Vents d'Ouest

1. Ouverture, 1999  (ISBN 2-8696-7373-6)
2. Le Sacrifice du fou, 2000  (ISBN 2-86967-516-X)[10]
3. Cavalier seul, 2002  (ISBN 2-86967-930-0)

- Zodiaque, scénario d'Éric Corbeyran et de Guy Delcourt, Delcourt, collection Machination

1. Le Défi du Bélier[11], 2012  (ISBN 978-2-7560-2391-5)

### Bandes dessinées
- Le Voyage de Marcel Grob[12], scénario de Philippe Collin, dessin de Sébastien Goethals, Futuropolis, 2018  (ISBN 978-2-7548-2248-0)
- La Patrie des frères Werner[13],[14],[15], scénario Philippe Collin, dessin de Sébastien Goethals, Futuropolis, 2020  (ISBN 978-2-7548-2824-6)
- L'Escamoteur[16] scénario de Philippe Collin, dessin de Sébastien Goethals, Futuropolis, 2024  (ISBN 978-2-7548-3537-4)

## Récompenses
- 2019 : prix Historia pour Le Voyage de Marcel Grob[17],[18]
- 2020 : Prix des lycées au Festival d'Angoulême 2020 pour Le Voyage de Marcel Grob[19]